# Barbourofelis
Il barbourofelide (gen. Barbourofelis) è un mammifero estinto, appartenente all'ordine dei carnivori. Visse nel corso del Miocene superiore (15-6 milioni di anni fa). I suoi resti sono stati rinvenuti in Nordamerica.

## Due canini lunghissimi
Per un fenomeno di convergenza evolutiva, l'aspetto di questo animale richiamava moltissimo quello delle estinte tigri dai denti a sciabola: due canini lunghissimi, infatti, sporgevano dalla mascella superiore del barbourofelide. Quando la bocca era chiusa, queste due temibili armi venivano riposte lungo una flangia ossea che nell'animale in vita doveva essere ricoperta di pelle, in modo tale da proteggere i canini. La struttura del barbourofelide era molto robusta: la taglia era quella di un attuale leone, ma la corporatura era più massiccia e probabilmente l'animale era parzialmente plantigrado, almeno per quanto riguarda gli arti posteriori.
I denti a sciabola erano più lunghi che in qualsiasi altro carnivoro, compreso il famoso Smilodon, e venivano azionati da una muscolatura potentissima posta tra il collo e le spalle. Questa muscolatura si ancorava alla regione posteriore del cranio, espansa in modo tale da far risultare la testa piatta e allungata. Il muso, invece, era corto e simile a quello di un felide.

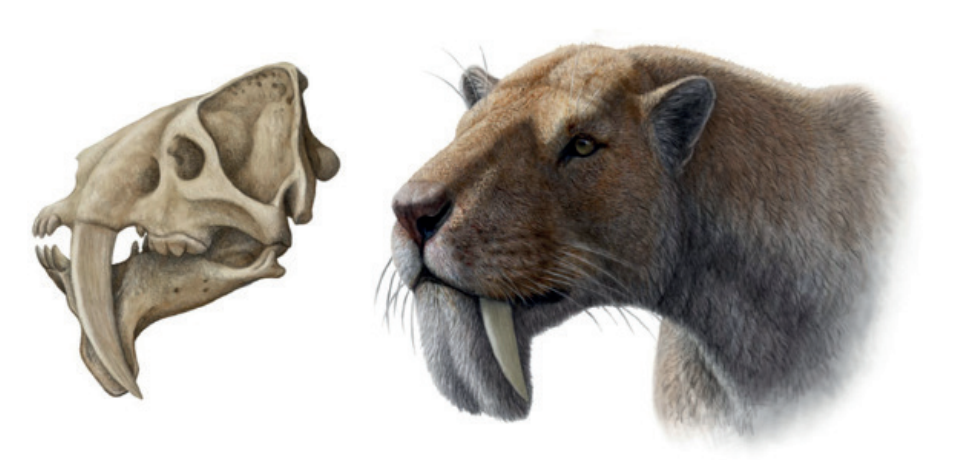
Cranio e ricostruzione della testa di Barbourofelis fricki

## Accanto ai veri felidi
Il barbourofelide probabilmente cacciava grandi prede tramite agguati improvvisi, abbattendole con un colpo dei grandi canini. Sono note numerose specie di Barbourofelis; le prime specie erano di dimensioni relativamente modeste (ad es. B. withfordi) e i canini non erano smisurati, ma l'ultima specie nota, B. fricki, era di dimensioni imponenti e le due "sciabole" erano lunghissime. Questo animale era l'ultimo e più grande rappresentante della famiglia dei barbourofelidi (Barbourofelidae), animali simili a gatti che si svilupparono nel corso del Miocene, un tempo raggruppati insieme ai nimravidi. Sembra però che i barbourofelidi fossero strettamente imparentati con i veri felidi, mentre i nimravidi fossero una famiglia di carnivori eccezionalmente primitivi, forse ancestrali anche alla divisione tra Feliformia e Caniformia.